# Světla Hásková
Světla Hásková (27. ledna 1936 – 11. října 2017 Rožmitál pod Třemšínem) byla česká malířka a ilustrátorka.

## Životopis
Vystudovala Vysokou školu uměleckoprůmyslovou v Praze, kde studovala u profesora Antonína Strnadela. Její výtvarnou tvorbu ovlivnil na dlouhá léta pobyt a působení v kraji kolem Rožmitálu, kde také často vystavovala. Mimo Česko, vystavovala také v Německu, Francii nebo v Tokiu. Malovala především krajinářské a florální motivy, ale objevují se také náměty města a architektury např. z Petřína a Malé strany. Právě zde dlouhá léta bydlela a měla svůj ateliér. Věnovala se také ilustraci knih. Byla členkou skupiny Český fond výtvarných umění (ČFVU).
Poslední roky svého života strávila v Rožmitále pod Třemšínem. Zemřela 11. října 2017.

### Rodinný život
Jejím manželem byl rožmitálský výtvarník Miroslav Hásek, ale později se rozvedli. Společně adoptovali dceru Kateřinu a poté se jim narodila dcera Světla (* 1965), která je grafičkou a typografkou.

## Dílo

### Ilustrace knih
- Ve znamení Panny, Ján Jonáš, Československý spisovatel, 1975
- Když pláče les, Jiří Hanibal, Československý spisovatel, 1975
- Rybář v rodině, Marie Bastlová, Práce, 1976
- Pán žernovů, Josef Sekera, Československý spisovatel, 1977
- Mladá léta po krajíčkách, Kamila Sojková, Československý spisovatel, 1982

## Výstavy
- 2010 – Salon rožmitálských výtvarníků, Podbrdské muzeum[3]
- 2022 – Miroslav a Světla Háskovi: Pohled zpátky, Podbrdské muzeum[4]